# Dendronephthya arakanensis
Dendronephthya arakanensis är en korallart som beskrevs av Henderson 1909. Dendronephthya arakanensis ingår i släktet Dendronephthya och familjen Nephtheidae. Inga underarter finns listade i Catalogue of Life.